# Macrynoros
Le Macrynoros ou Makrynoros (en grec moderne : Μακρυνόρος, la longue montagne) est un massif montagneux du nord de l'Étolie-Acarnanie en Grèce, bordant l'est du golfe Ambracique.
Il s'étire du nord au sud sur 25 à 30 km de longueur, pour environ 10 km de largeur.
Les défilés qui le traversent du nord au sud sont la principale voie de communication entre l'ouest de la Grèce centrale et l'Épire, raison pour laquelle il est parfois surnommé « Thermopyles de l'Ouest». Le Makrynoros a ainsi joué un rôle stratégique depuis l'Antiquité.